# Sorrel
Sorrel je amatérský komiksový fanzin vycházející od roku 2001 v Ústí nad Labem. Založili jej čeští komiksoví autoři Dan Černý a Daniel Binko, kteří později založili lidskou sešlost Levá noha Arnošta Kunce. Doposud se v něm vystřídalo množství autorů, především amatérských kreslířů. Zaměřuje se především na čtenářské komiksy (tj. vyhýbá se experimentům) výhradně od českých autorů. Doposud vyšlo osm čísel.